# Friedrich Jakob Schott
Friedrich Jakob Schott (auch Friedrich Jacob Schott; * 22. Januar 1871 in Uffhofen; † 8. Juni 1944 ebenda) war ein hessischer Politiker (NLP, DVP), Abgeordneter der 2. Kammer der Landstände des Großherzogtums Hessen und des Landtags des Volksstaates Hessen in der Weimarer Republik.
Friedrich Jakob Schott war der Sohn des Bauern Friedrich Schott und dessen Frau Margaretha, geborene Lawall. Schott, der evangelischen Glaubens war, war mit Anna Katharina, geborene Maus verheiratet. Er arbeitete als Landwirt in Uffhofen.
Schott schloss sich im Kaiserreich der Nationalliberalen Partei und in der Weimarer Republik der DVP an. Er war Bürgermeister von Uffhofen und von 1911 bis 1918 für den Wahlbezirk Rheinhessen 3/Wöllstein Abgeordneter der zweiten Kammer der Landstände. Von 1921 bis 1931 war Schott, nun für die DVP, erneut Abgeordneter des hessischen Landtags.